# Husajn Ali Baba
Husajn Ali Baba Muhammad (ar. حسين علي بابا, ur. 11 lutego 1982) – bahrajński piłkarz grający na pozycji środkowego obrońcy.

## Kariera klubowa
Karierę piłkarską Husajn Ali Baba rozpoczął w klubie Riffa Club. W 2002 roku zadebiutował w jego barwach w bahrajńskiej Premier League. W latach 2003–2004 wywalczył z nim dwukrotnie z rzędu mistrzostwo kraju oraz zdobył dwa Puchary Korony Księcia Bahrajnu. W 2004 roku zdobył też Puchar Bahrajnu.
Na początku 2005 roku Husajn Ali Baba przeszedł do katarskiego Al-Shamal, a po roku gry w nim został zawodnikiem Al Kuwait Kaifan z Kuwejtu. W 2006 i 2007 roku dwukrotnie z rzędu został z nim mistrzem Kuwejtu. W 2007 roku ponownie grał w Katarze, tym razem w Ar-Rajjan. Następnie co pół roku zmieniał klub. Na początku 2008 roku trafił do Umm-Salal SC. Wiosną 2009 grał w Al-Salmiya SC z Kuwjetu, a jesienią tamtego roku w Al-Shabab Dubaj ze Zjednoczonych Emiratów Arabskich. Na początku 2010 roku podpisał kontrakt z saudyjskim Asz-Szabab Rijad.

## Kariera reprezentacyjna
W reprezentacji Bahrajnu Husajn Ali Baba zadebiutował w 2003 roku. W 2004 roku zajął z Bahrajnem 4. miejsce podczas Pucharu Azji 2004. Na tym turnieju wystąpił w 6 meczach: z Chinami (2:2), z Katarem (1:1), z Indonezją (3:1), ćwierćfinale z Uzbekistanem (2:2, k. 4:3), półfinale z Japonią (3:4) i o 3. miejsce z Iranem (2:4). W 2007 roku został powołany przez selekcjonera Milana Máčalę do kadry na Puchar Azji 2007. Tam rozegrał jedno spotkanie, z Indonezją (1:2).